# 페드로 바야나
페드로 비센테 사투리노 바야나 헤안게나트(스페인어: Pedro Vicente Saturino Vallana Jeanguenat; 1897년 11월 29일, 바스크 주 게초 ~ 1980년 7월 4일, 몬테비데오)는 스페인의 축구 선수로, 1920년 하계 올림픽에 참가했다.

## 경력
그는 게초출신이다.
그는 스페인 선수단 일원으로 1920년 하계 올림픽에서 은메달을 딴 선수들 중 하나였다.
바야나는 단거리 달리기에도 두각을 나타내어 1918년 스페인 전국 육상 대회에서 200미터 달리기 부문 은메달과 멀리뛰기 동메달도 획득하였다.

## 수상
아레나스 게초
- 코파 델 레이: 1919

스페인
- 하계 올림픽 은메달: 1920